# پویانمایی
پویانمایییا اَنیمِیشِن (به انگلیسی: Animation) یک رسانه پویای بصری است که از طراحی‌ها، مدل‌ها یا اشیای ثابت تولید می‌شود که در یک سری حالت‌ها قرار گرفته‌اند و سپس به سرعت پشت سر هم نمایش داده می‌شوند تا توهم حرکت طبیعی را ایجاد کنند.همچنین به فرآیند تهیه پویانمایی مثلاً برای فیلم‌ها و کارتون‌ها، و نیز محصول فرایند مذکور نیز «پویانمایی» گویند.برای نمایش پویانمایی می‌توان از وسایلی مثل تلویزیون، رایانه و فراتاب استفاده کرد.

## ریشه‌شناسی
کلمه انیمیشن از کلمه لاتین animātiōn با ریشه animātiō به معنای زندگی بخشیدن گرفته شده‌است. معنای اصلی کلمه انیمیشن در زبان انگلیسی سرزنده است و بسیار قدیمی تر از معنی رسانه تصویر متحرک استفاده شده‌است. 
پویانمایی واژهٔ مصوب فرهنگستان زبان و ادب فارسی به جای Animation در انگلیسی است.
فارسی زبانان واژهٔ کارتون را در مفهوم cartoon animation (نقاشی متحرک) می‌فهمند و بکار می‌برند و هر نوع نقاشی فکاهی و طنز دیگر را با عنوان کاریکاتور می‌شناسند.

### فلسفه
وظیفه انیمیشن زمانی آغاز می‌شود که کار فیلم زنده (Live action) به اتمام رسیده باشد. مهم‌ترین وجه تمایز انیمیشن از فیلم واقعی اصل انتزاع Abstraction و فراواقعی Surrealism بودن انیمیشن است. طنز و کمدی در انیمیشن نقش بسزایی دارد. از آنجا که شخصیتهای کارتونی ریشه در هنر کاریکاتور دارند و با اغراق Exaggeration سر و کار دارد، طنز از ویژگی‌های ذاتی و پر اهمیت انیمیشن است.
کارتونها سرشار از آزادی هستند. در پردازش شخصیت و فضای کارتون‌ها مطلقاً هیچ محدودیتی وجود ندارد. شخصیتها می‌توانند کارهایی را انجام دهند که در دنیای واقعی امکان‌ناپذیر است. آنان می‌توانند با وجود جثه بزرگ از مسیرهای باریک رد شوند، بارها بمیرند و زنده شوند، به فضا سفر کنند و بدون نگرانی از سلامت هرچه می‌خواهند بخورند. این عدم محدودیت به افراد این امکان را می‌دهد تا ساعاتی غرق در این زندگی متفاوتی که محدود به زمان و مکان نیست، شوند. کارتون می‌تواند حس خوب دنیای کودکی را در بزرگسالان زنده کند.

### انیماتور

آب آیورکس در حال کشیدن میکی ماوس

به هنرمندی که تصاویر انیمیشن را خلق می‌کند انیماتور یا پویانما گفته می‌شود. اغلب در انیمیشن های سنتی (Traditional animation) فریم‌های تصویر یک به یک عکسبرداری می‌شدند. در انیمیشن‌های جدید (Modern animation) بیشتر انیماتورها ترجیح می‌دهند از کامپیوتر برای ساخت انیمیشن استفاده کنند که علاوه بر کاهش چشمگیر زمان تولید و کم کردن هزینه‌های ساخت انیمیشن، از نظر تصویری نیز تولیدات جذاب‌تری به همراه داشته‌است. 
انیمیشن‌ها در فیلم‌ها و بازی‌های ویدیویی نیز استفاده می‌شوند. به عنوان مثال شخصیتی مانند میکی ماوس توسط انیماتوری به نام آب آیورکس متحرک شده و حتی ماریو، شخصیت مجموعه بازی‌های قارچ خور هم توسط یک انیماتور متحرک شده‌است. .

#### دوازده اصل پویانمایی
با اختراع انیمیشن، به تدریج مجموعه‌ای از اصول کلیدی برای انیمیشن شکل گرفت. این اصول از دهه ۱۹۳۰ توسط پویاسازهای دیزنی اجرا می‌شده و توسط اولی جانسون و فرانک توماس در سال ۱۹۸۱ در کتاب انیمیشن دیزنی: توهم زندگی شرح داده شده‌است. بسیاری از این ایده‌های بنیادین، سالها بعد از انتشار این کتاب هم در کلاس‌ها و استودیوهای سراسر جهان استفاده و اجرا می‌شود.
با اینکه که فناوری و صنایع مدرن در ادغام با ایده‌های جدید و متفاوت، انیمیشن را متحول کرده‌اند، هنوز رد پای استفاده از این دوازده اصل را می‌توان در انواع روش های انیمیشن، موشن گرافیک‌ها و طراحی وب و هر گونه صورتی از طراحی و تولید تصاویر متحرک مشاهده کرد.

## تاریخچه

### دیوارنگارهای عصر نوسنگی

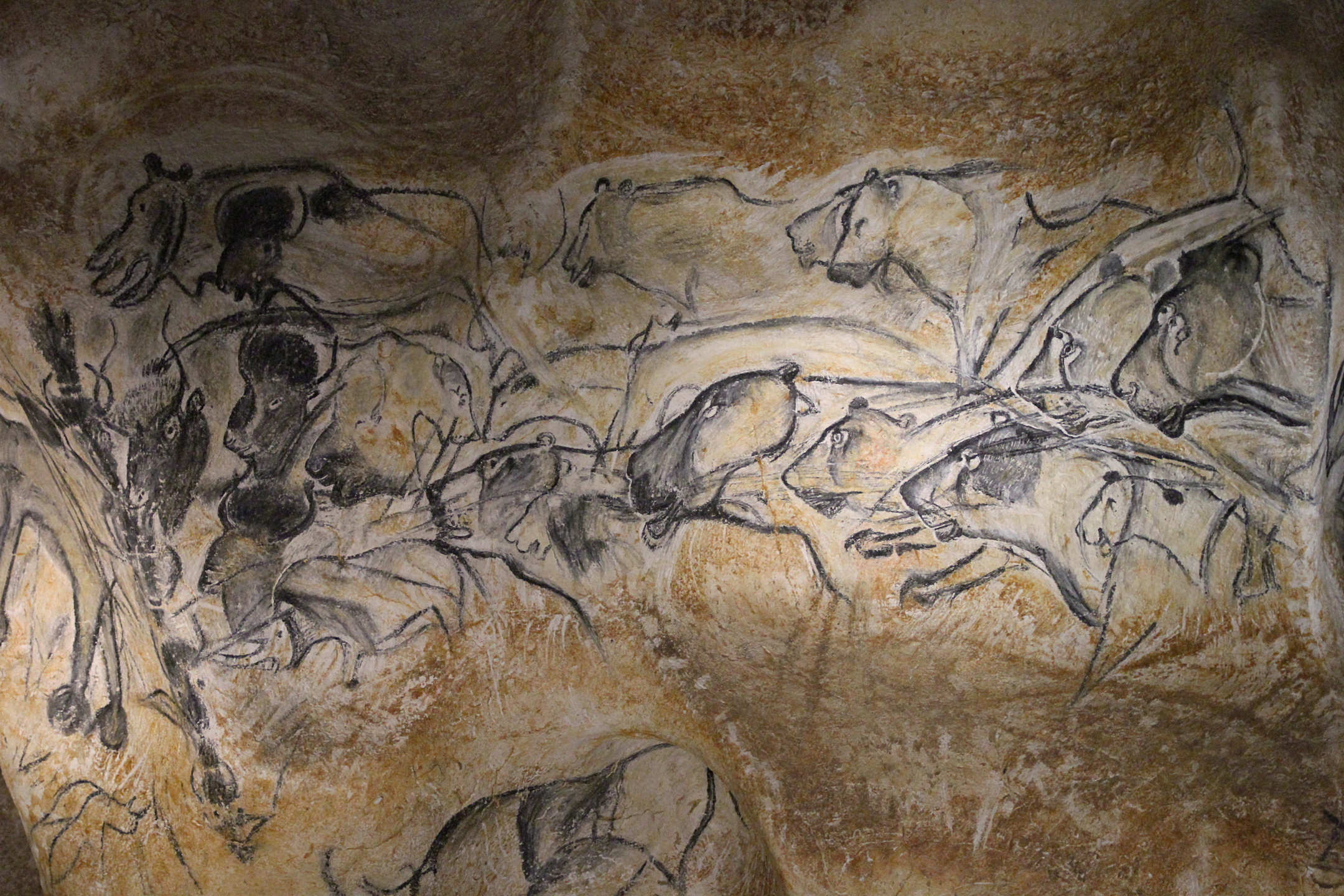
غارنگاره‌های شو وِه در فرانسه، عصر نوسنگی، ۳۰۰۰۰ سال قبل

قدیمی‌ترین نمونه‌های تلاش برای بدست آوردن توهم حرکت در طراحی ایستا را می‌توان در نقاشی‌های دوران نوسنگی غارها پیدا کرد. در جایی که حیوانات با چندین شکل پای روی هم افتاده مجسم شده‌اند، که آشکارا کوششی برای رساندن احساس حرکت است.

### سوغات عصر برنز
سفالینه‌ای از محوطهٔ شهر سوخته سیستان متعلق به عصر مفرغ یافت شده‌است که نقوش روی این جام، تکراری هدفمند دارد و حرکت را نشان می‌دهد و شباهت با هنر انیمیشن امروزی دارد.

### قبل از سالن‌های سینما
هیچ شخص معینی به عنوان مخترع هنر فیلم انیمیشن وجود ندارد، چرا که افراد بسیاری، پروژه‌های متعددی را که می‌توان به عنوان گونه‌های مختلف متحرک سازی مطرح کرد در زمان‌های تقریباً یکسانی انجام دادند:
- فَریب‌بین یا فناکیستوسکوپ[۲۷](Phenakistiscope)
- زنده‌گَرد یا زوتروپ[۲۸](Zoetrope)
- انیمیشن دفترچه‌ای یا فلیپ بوک[۲۹](Flip book)
- توماتروپ[۳۰](Thaumatrope)
- زوپراکسیسکوپ[۳۱](Zoopraxiscope)
- فانوس جادو[۳۲](Magic lantern)
- شهر فرنگ[۳۳](Raree show)
- تفنگ عكاسی[۳۴] (Chronophotographic gun)

ده‌ها اسباب‌بازی دیگر در قرنهای ۱۸ و ۱۹ ابداع شدند که از تجربهٔ تلاش در به حرکت درآوردن تصویر حکایت می‌کنند.

### سکوت دوران صامت
فیلمساز فرانسوی ژرژ ملی‌یس، که سازنده جلوه‌های ویژه فیلم‌هایی مانند سفری به ماه بود، تکنیک‌های بسیاری در کارش استفاده می‌کرد که یکی از آن‌ها نگه داشتن چرخش فیلم دوربین، و پس از تغییر کوچکی در صحنه، سپس دوباره به چرخش درآوردن فیلم دوربین بود. این بسیار شبیه به ایده‌ای است که بعدها متحرکسازی استاپ موشن شد. ملی‌یس به‌طور اتفاقی به این تکنیک دست یافت. هنگامی که او از اتوبوسی در حال رد شدن از جلوی دوربین فیلم می‌گرفت که دوربین خراب شد. هنگامی که دوربین تعمیر شد، درست زمانی که ملی‌یس شروع به فیلم گرفتن کرد، تصادفاً یک نعش‌کش از جلوی دوربین رد شد. نتیجه آن بود که در فیلم به نظر می‌رسید که اتوبوس به یک نعش‌کش تبدیل می‌شود.

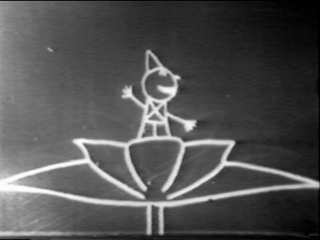
فانتازماگوریا ساخته امیل کول ۱۹۰۸

پدر انیمیشن آمریکایی، جیمز استوارت بلکتون است. توماس ادیسون او را با فیلمسازی آشنا کرد. بلکتون گرچه یک فیلمساز انگلیسی است، اولین انیمیشن را در آمریکا ساخت و اولین کسی بود که از تکنیک استاپ موشن استفاده کرد. در سال ۱۹۰۰ میلادی، او اولین انیمیشن بنام طراحی سحرآمیز The Enchanted Drawing را ساخت و در سال ۱۹۰۶ او فیلمی صامت ساخت که در آن نقاشی و تصاویر بر روی تخته سیاه با استفاده از فیلم با ۲۰ فریم در ثانیه ضبط شده‌اند. او آن را فازهای طنز آمیز از چهره‌های خنده دار نامید.

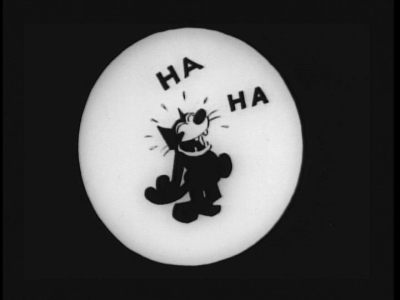
فلیکس گربه آفریده پت سولیوان ۱۹۱۹

در سال ۱۹۰۸ کاریکاتوریست فرانسوی، امیل کول اولین فیلم تماماً انیمیشن با نام صحنه خیالات (فانتازماگوریا) را ساخت. او اولین فیلم کاملاً انیمیشن را در پاریس ساخت.
در ادامهٔ موفقیت‌های بلکتون و کول، هنرمندان متعدد دیگری شروع به تجربیاتی در ساخت انیمیشن کردند. از جمله وینسر مک‌کی که یک کارتونیست موفق روزنامه بود. او انیمیشنهای پرجزئیاتی ساخت که نیازمند تیم هنرمندان و توجهی طاقت فرسا به جزئیات بود. در هر فریم می‌بایست شخصیت‌ها دوباره انیمیت و پس زمینه نیز دوباره طراحی می‌شدند (پیپر انیمیشن). از برجسته‌ترین فیلم‌های مک‌کی می‌توان به نمو کوچولو ۱۹۱۱ Little Nemo, گرتی دایناسور ۱۹۱۴ Gertie the Dinosaur
و غرق شدن لوزیتانیا ۱۹۱۸ The Sinking of the Lusitania اشاره کرد.
تولید فیلم‌های انیمیشن کوتاه، که عوام آن را کارتون می‌نامیدند برای نمایش در بین فیلم‌های سینما تولید شدند، در دهه ۱۹۱۰ به یک صنعت بدل شد و موفق‌ترین تولیدکننده قدیمی زنده نگاری جان رندولف بری بود، همراه با او ارل هرد سل انیمیشن را در سال ۱۹۱۴ ابداع کرد؛ وی را بنیانگذار انیمیشن سنتی می‌شناسند.
فلیکس گربه که اولین بار در سال ۱۹۱۹ شروع به نمایش کرد، تبدیل به اولین سوپراستار انیمیشن شد.

### آمریکا در سال‌هایی از جنس طلا
در سال ۱۹۲۸ کشتی بخار ویلیSteamboat Willie با معرفی میکی ماوس و مینی ماوس، به عنوان اولین فیلم انیمیشن هماهنگ با صدا ناطق بسیار محبوب و مشهور شد و استودیوی والت دیزنی را در خط مقدم صنعت انیمیشن قرار داد.

سال‌های طلایی از ۱۹۲۸ و با موفقیت عظیم انیمیشن‌های میکی موس شروع می‌شوند که تا دهه ۱۹۶۰ به طول انجامید.

ایالات متحده با انبوهی از انیمیشن‌های کوتاه بر بازار جهانی انیمیشن تسلط داشت. بسیاری از شخصیتهای به یادماندنی در این دوره پدید آمدند، از جمله:

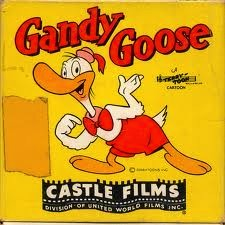
گندی گوس Gandy Goose آفریده‌ی پل تری ۱۹۳۸

- والت دیزنی: میکی ماوس ۱۹۲۸، مینی ماوس ۱۹۲۸، پلوتو ۱۹۳۰، گوفی ۱۹۳۲، دانلد داک ۱۹۳۴
- لونی تونز/ برادران وارنر: پورکی پیگ ۱۹۳۵، دافی داک ۱۹۳۷، باگز بانی ۱۹۳۸، توئیتی ۱۹۴۱، سیلوستر گربه ۱۹۴۵، وایل ای. کایوت و رود رانر ۱۹۴۹
- استودیو فلیشر/ استودیو کارتون پارامونت: بتی بوپ ۱۹۳۰، پاپای ۱۹۳۳، سوپرمن ۱۹۴۱، کاسپر ۱۹۴۵
- استودیوی کارتون مترو گلدن مایر: تام و جری ۱۹۴۰، دروپی ۱۹۴۳
- یونیورسال استودیو کارتون/ والتر لانتز: وودی وود پیکر ۱۹۴۰
- تریتونز / فاکس قرن بیستم: گندی گوس ۱۹۳۸، دینکی داک ۱۹۳۹، مایتی موس ۱۹۴۲، هکل و جکل ۱۹۴۶
- یونایتد آرتیستز: پلنگ صورتی ۱۹۶۳

### در غیاب تصاویر کامپیوتری[پ]

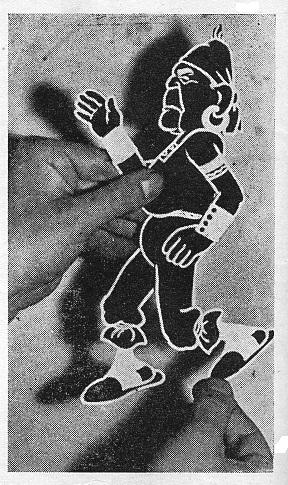
کارتونیست ایتالیایی-آرژانتینی کوئیرینو کریستیانی در حال نشان دادن شخصیت مفصلدار طنز ال پلودو برای اولین فیلم بلند انیمیشن دنیا ال آپوستول

کاریکاتوریست ایتالیایی-آرژانتینی، کوئیرینو کریستیانی در سال ۱۹۱۶ با استفاده از تصاویر بریده و مفصل بندی شده شخصیت طنز خود ال پلودو El Peludo (که بر اساس پرزیدنت ایپولیتو یریگوین خلق شده) اولین انیمیشن سینمایی جهان ال آپوستول (حواری) El Apóstol را خلق کرد.
لوته راینیگر Lotte Reiniger انیمیشن بلند آلمانی، ماجراهای شاهزاده احمد Die Abenteuer des Prinzen Achmed را پس از سه سال کار روی آن، در سال ۱۹۲۶ منتشر کرد که قدیمی‌ترین انیمیشنی که هنوز موجوداست.
در سال ۱۹۳۷ کمپانی والت دیزنی نخستین انیمیشن بلند سینمایی و رنگی را با نام سفید برفی و هفت کوتوله Snow White and the Seven Dwarfs ارائه کرد که هنوز هم به عنوان یکی از آثار مطرح انیمیشن سازی از آن یاد می‌شود. در سال ۱۹۳۹ با سفرهای گالیور Gulliver's Travels (محصول استودیو فلیشر) و بعد انیمیشن‌های پینوکیو Pinocchio و فانتازیا Fantasia (هر دو محصول دیزنی) در سال ۱۹۴۰ شاهکار آفریدند. دومین انیمیشن استودیو فلیشر، آقای باگ به شهر می‌رود ۱۹۴۱–۱۹۴۲ Mr. Bug Goes to Town در گیشه شکست خوردند.
برای دهه‌ها پس از آن، دیزنی تنها استودیوی آمریکایی بود که به‌طور منظم تولید انیمیشن می‌کرد، تا اینکه رالف بکشی Ralph Bakshi اولین کسی بود که تعداد فیلم‌های منتشر شده‌اش از انگشتان یک دست بیشتر بود. استودیوی سالیوان/بلوث شروع به تولید منظم انیمیشن‌هایی کرد که با فیلم یک دُم آمریکایی An American Tail در سال ۱۹۸۶ شروع شد.
اگرچه فیلمهای نسبتاً کمی به اندازه تولیدات دیزنی موفق شدند، کشورهای دیگر نیز صنعت انیمیشن خود را توسعه دادند که فیلم‌های انیمیشن کوتاه و بلند را در سبک‌های بسیار متنوعی تولید می‌کردند، که اغلب شامل تکنیک‌های استاپ موشن و کات اوت انیمیشن هستند. استودیوی انیمیشن سازی سایوز مولت فیلم Soyuzmultfilm روسیه (شوروی)، که در سال ۱۹۳۶ تأسیس شد، به‌طور متوسط سالانه ۲۰ فیلم تولید می‌کرد و در سال ۲۰۱۸ تولیداتش به «۱۵۸۲ عنوان» فیلم رسید.
چین، چکسلواکی / جمهوری چک، ایتالیا، فرانسه و بلژیک کشورهای دیگری بودند که بیش از گهگاه فیلم‌های بلند منتشر کردند. در همین حال ژاپن با سبک انیمه قابل تشخیص و تأثیرگذار خود از انیمیشن‌های بسیار مؤثر، تبدیل به یک نیروگاه واقعی تولید انیمیشن شد.

#### ایران دهه ۱۳۳۰ خورشیدی
در ایران، نخستین فیلم کوتاه انیمیشن توسط اسفندیار احمدیه باعنوان ملا نصرالدین در سال ۱۳۳۶ خورشیدی (۱۹۵۷ میلادی)، با تکنیک نقاشی متحرک و در اداره کل فرهنگ و هنر وقت و با امکانات بسیار محدودی ساخته شد.
نصرت‌الله کریمی که با کارل زمان و یرژی ترنکا انیماتورهای اروپایی آشنایی داشت با ساخت فیلم استاپ موشن سه دقیقه‌ای تحت عنوان بیمه عمر  در سال ۱۳۳۷ خورشیدی از دانشگاه فامو چکسلواکی فارغ التحصیل شده بود و در سالهای بعد دل موش، پوست پلنگ  ۱۳۴۴ را با تکنیک تئاتر عروسکی و ملک جمشید ۱۳۴۵ را با تکنیک کات-اوت ساخت.
موش و گربه به کارگردانی پرویز اصانلو در سال ۱۳۳۹ اولین انیمیشن رنگی ایرانی است که به صورت ۱۶ میلی‌متری و به مدت ۴ دقیقه و ۸ ثانیه ساخته شد.
در نهایت، هفت شهر به کارگردانی علی‌اکبر صادقی در سال ۱۳۴۴ اولین انیمیشن بلند ایرانی است که به صورت سیاه و سفید و به مدت ۷۵ دقیقه ساخته شد.

### جعبه جادو

بارباپاپا اثر تیلس تیلور و همسرش آنت تیسو

خیلی از استودیوهای انیمیشن بعد از موفقیت‌های دیزنی و راه پیدا کردن انیمیشن به تلویزیون شروع به کار کردند. انیمیشن به یک هنر خیلی محبوب تبدیل شد، در دهه ۱۹۵۰ که تلویزیون به اکثر کشورهای در حال پیشرفت راه پیدا کرد کارتون‌ها بیشتر برای بچه‌ها طراحی می‌شدند ولی بزرگسالان هم به این صنعت علاقه نشان دادند. محدودیت در برنامه‌های تلویزیونی آمریکایی و تقاضا برای مقدار بسیار زیاد تولید، منجر به روش‌های ارزان‌تر و سریع‌تر و فیلم‌نامه‌های فرمولی‌تر در ساخت انیمیشن شد و در مقابل انیمیشن‌های پرکار و گران‌قیمت گونه‌ای از انیمیشن بوجود آمد که به انیمیشن لیمیت (محدود) Limited animation معروف شد.
استودیو هانا باربرا سریال‌های موفق پرکاری تولید می‌کرد که محبوب‌ترین آن تام و جری در سال ۱۹۴۵ بود. از دیگر کارهای این استودیو می‌شود به خانواده عصر حجر The Flintstones ۱۹۶۰–۱۹۶۶ (اولین سریال انیمیشنی ساعات پربیننده)، اسکوبی دو Scooby-Doo از سال ۱۹۶۹ و محصول مشترک بلژیکی اسمورف‌ها The Smurfs ۱۹۸۱–۱۹۸۹ اشاره کرد. کیفیت‌ها به مرور کاهش یافت تا اینکه در اواخر دهه ۱۹۸۰ و در اوایل دهه ۱۹۹۰ انیمیشن‌های جسورانه تری با سریال‌های موفقی مانند سیمپسون‌ها از سال ۱۹۸۹ به عنوان بخشی از رنسانس انیمیشن آمریکایی ظاهر شد.
در حالی که مجموعه‌های انیمیشن ایالات متحده در سطح بین‌المللی نیز موفقیت‌هایی را به همراه داشت، بسیاری از کشورهای دیگر برنامه‌های کودک محور خود را تولید کردند و نسبتاً اغلب استاپ موشن و نمایش عروسکی را به سِل انیمیشن ترجیح می‌دادند.
مجموعه‌های تلویزیونی انیمه ژاپنی از دهه ۱۹۶۰ در سطح بین‌المللی بسیار موفق شدند و تهیه‌کنندگان اروپایی که به دنبال انیماتورهای سِل انیمیشن مقرون به صرفه بودند، اغلب تولید مشترک با استودیوهای ژاپنی را شروع کردند که در نتیجه سریال‌های موفقی مانند بارباپاپا Barbapapa (هلند/ژاپن/فرانسه ۱۹۷۳–۱۹۷۷)، ویکی وایکینگ Wickie und die starken Männer (اتریش/آلمان/ژاپن ۱۹۷۴) و سریال کتاب جنگل The Jungle Book (TV series) (ایتالیا/ژاپن ۱۹۸۹).

### جهش از طلق به عالم دیجیتال

نجات دهندگان استرالیا ۱۹۹۰

انیمیشن کامپیوتری از دهه ۱۹۴۰ به تدریج توسعه پیدا کرد. در فیلم علمی تخیلی دنیای آینده Futureworld ۱۹۷۶، انیمیشن اسکلت سیمی (وایرفریم) Wire-frame model سه‌بعدی ظهوری زودهنگام ولی کوتاه داشت.
نجات دهندگان استرالیا The Rescuers Down Under اولین فیلم بلندی بود که به‌طور کامل به صورت دیجیتالی و بدون استفاده از دوربین ساخته شد. این انیمیشن به سبکی بسیار شبیه به انیمیشن‌های سنتی سِل انیمیشن، اما در سیستم تولید انیمیشن کامپیوتری (CAPS) تولید شد که توسط شرکت والت دیزنی با همکاری پیکسار در ۱۹۹۰ انجام شد.
به اصطلاح سبک سه بعدی که اغلب با انیمیشن‌های کامپیوتری همراه است، از زمان داستان اسباب بازی‌های پیکسار (۱۹۹۵)، اولین انیمیشن بلند کامپیوتری در این سبک بسیار به شدت محبوب و مشهور شد.
اکثر استودیوهای سِل انیمیشن در حدود دهه ۱۹۹۰ به تولید فیلم‌های انیمیشن کامپیوتری روی آوردند، زیرا ارزان‌تر و سودآورتر شده‌بودند. نه تنها سبک بسیار محبوب انیمیشن سه بعدی با کامپیوتر تولید می‌شد، بلکه بیشتر فیلم‌ها و سریال‌هایی با ظاهر انیمیشن دستی تولید شدند که در آن ویژگی‌های جذاب سِل انیمیشن را با نرم‌افزار تقلید می‌کردند، در همین حال ابزارهای دیجیتال جدید با سبک‌ها و جلوه‌های جدید به توسعه بیشتر کمک می‌کردند.

## انواع انیمیشن
تنوع تکنیکهای انیمیشن و پیشرفت تکنولوژی پخش تصاویر و همچنین دامنه وسیع و کاربردی انیمیشن آن را از جهات گوناگونی بخش‌بندی می‌کند:
- تقسیم‌بندی بر اساس بُعد تصویر
- تقسیم‌بندی بر اساس تکنولوژی تصویربرداری
- تقسیم‌بندی بر اساس تکنیک تصویرسازی
- تقسیم‌بندی بر اساس مکتب هنری
- تقسیم‌بندی بر اساس کاربرد
- تقسیم‌بندی بر اساس زمان پخش

### تکنیک‌های انیمیشن
| نام تکنیک                                                                    | زیر گروه تکنیک / نوع انیمیت / وضعیت دوربین                      | ابداع کننده / نام اثر / سال                                                         | 2D/3D | آثار معروف |
| ---------------------------------------------------------------------------- | --------------------------------------------------------------- | ----------------------------------------------------------------------------------- | ----- | --- |
| نقاشی متحرک                                                                  | نقاشی متحرک / فریم به فریم / عمودی                              | ج.اس. بلکتون / طراحی سحرآمیز / ۱۹۰۰                                                 | 2D    | والت دیزنی، آب آیورکس / کشتی بخار ویلی / ۱۹۲۸ |
| انیمیشن روی کاغذ PAPER ANIMATION                                             | نقاشی متحرک / فریم به فریم / عمودی                              | وینزور مک‌کی / نمو کوچولو / ۱۹۱۱                                                     | 2D    | بیل پلیمپتون / صورت تو / ۱۹۸۷ |
| انیمه ژاپنی ANIME                                                            | نقاشی متحرک / فریم به فریم / عمودی                              | اوتن شیموکاوا، جون‌ایچی کوچی، سیتارو کیتایاما / موموتارو، اومی‌واشی / دهه ۱۹۱۰        | 2D    | اوسامو تزوکا / آسترو بوی / ۱۹۶۳ |
| انیمیشن سنتی یا سل انیمیشن CELL ANIMATION or TRADITIONAL ANIMATION           | نقاشی متحرک / فریم به فریم / عمودی                              | ارل هرد / بابی بامپز / ۱۹۱۴                                                         | 2D    | ساموئل آرمسترانگ، جیمز آلگار، بیل رابرتز، پائول ساترفیلد، بن شارپستین، دیوید هند، همیلتون لاسک، جیم هندلی، فورد بیب، تی. هی، نورم فرگوسن، ویلفرد جکسون / فانتازیا / ۱۹۴۰ |
| انیمیشن روی تخته سیاه یا وایت برد BLACK BOARD ANIMATION WHITEBOARD ANIMATION | نقاشی متحرک / انیمیت مقابل یا زیر دوربین / عمودی یا افقی        | امیل کول / فانتازماگوریا / ۱۹۰۸                                                     | 2D/3D | پنگوئن رندوم هاوس آدیو / چارلز دوهیگ می‌پرسد: چه چیزی یک گروه عالی را می‌سازد / ۲۰۱۶                                                                                       |
| روتوسکپی ROTOSCOPING                                                         | نقاشی متحرک / فریم به فریم / عمودی                              | مکس فلایشر / خارج از مرکب دان / ۱۹۱۵                                                | 2D/3D | رالف بکشی / آتش و یخ / ۱۹۸۳ |
| دوربین مولتی پلن MULTIPLANE                                                  | نقاشی متحرک / فریم به فریم / عمودی                              | دیوید هند، ویلیام کوترل / سفید برفی و هفت کوتوله / ۱۹۳۷                             | 2D/3D | کلاید جرونیمی، ولفگانگ ریترمن، اریک لارسون، لس کلارک / زیبای خفته / ۱۹۵۹                                                                                                 |
| لیمیتد انیمیشن LIMITED ANIMATION                                             | نقاشی متحرک / فریم به فریم / عمودی                              | چاک جونز / پسران داوِر / ۱۹۴۲                                                        | 2D    | رابرت کانون، جان هابلی / جرالد مک بوئینگ بوئینگ / ۱۹۵۰ |
| زیروگرافی XEROGRAPHY                                                         | نقاشی متحرک / فریم به فریم / عمودی                              | کلاید جرونیمی، همیلتون لاسک، ولفگانگ ریترمن / ۱۰۱ سگ خالدار / ۱۹۶۱                  | 2D    | ولفگانگ ریترمن / کتاب جنگل / ۱۹۶۷ |
| پیکسلیشن یا هنر پیکسلی PIXELATION                                            | نقاشی متحرک / فریم به فریم / دیجیتال                            | نولان بوشنل، رالف باور / بازیهای کامپیوتری اولیه / دهه ۱۹۶۰–۱۹۷۰                    | 2D    | شیگرو میاموتو / مجموعه بازی‌ برادران سوپر ماریو / ۱۹۸۵ |
| انیمیشن سنتی کامپیوتری (ترادیجیتال) TRADITIONAL ANIMATION                    | نقاشی متحرک / فریم به فریم / دیجیتال                            | هندل بوتوی، مایک گابریل / نجات دهندگان در استرالیا / ۱۹۹۰                           | 2D    | راجر آلرز، راب مینکوف / شیر شاه / ۱۹۹۴ |
| موشن گرافیک MOTION GRAPHICS                                                  | نقاشی متحرک / دیجیتال                                           | اسکار فیشینگر / توکاتا و فوگ در دی مینور (از فانتازیا) / ۱۹۴۰                       | 2d/3d | سال بس / تیتراژ آغازین فیلم «روانی» / ۱۹۶۰ |
|                                                                              |                                                                 |                                                                                     |       | |
| استاپ موشن STOP MOTION                                                       | استاپ موشن / انیمیت مقابل دوربین / افقی                         | ج.اس. بلکتون / سیرک هامپی دامپی / ۱۸۹۸                                              | 3d    | تراویس نایت / کوبو و دو تار / ۲۰۱۶ |
| تصویربرداری زمان‌گریز TIME LAPSE                                              | استاپ موشن / انیمیت مقابل دوربین / افقی یا عمودی                | اف. پرسی اسمیت / تولد یک گل / ۱۹۱۰                                                  | 3d    | ران فریک / باراکا / ۱۹۹۳ |
| انیمیشن عروسکی POPPET ANIMATION                                              | استاپ موشن / انیمیت مقابل دوربین / افقی                         | لادیسلاس استارویچ / انتقام فیلمبردار / ۱۹۱۲                                         | 3d    | هنری سلیک / کابوس پیش از کریسمس / ۱۹۹۳ |
| انیمیشن خمیری CLAYMATION                                                     | استاپ موشن / انیمیت مقابل دوربین / افقی                         | مکس فلایشر / مدلینگ (از مجموعه خارج از مرکب دان) / ۱۹۲۱                             | 3d    | نیک پارک / آسایش مخلوقات / ۱۹۸۹ |
| پیکسی‌لیشن PIXILATION                                                         | استاپ موشن / انیمیت مقابل دوربین / افقی                         | نورمن مک‌لارن / همسایه‌ها / ۱۹۵۲                                                      | 3d    | استیون آر. جانسون / پتک / ۱۹۸۶ |
| انیمیشن برش‌های لایه‌ای یا استراتاکات STRATA-CUT                               | استاپ موشن / انیمیت مقابل دوربین / افقی                         | اسکار فیشینگر، والتر روتمن / بک گراندهای ماجراهای شاهزاده احمد / ۱۹۱۶               | 3d    | دیوید دانیلز / جعبه وزوز / ۱۹۸۵ |
| آبجکت انیمیشن OBJECT ANIMATION                                               | استاپ موشن / انیمیت مقابل دوربین / افقی                         | سیگوندو دیکومون / هتل الکتریک / ۱۹۰۸                                                | 3d    | |
| بریک فیلم BRICKFILM                                                          | استاپ موشن / انیمیت مقابل دوربین / افقی یا دیجیتال              | لارس هاسینگ، هنری هاسینگ / سفر به ماه / ۱۹۷۳                                        | 3d    | فیل لرد، کریستوفر میلر / فیلم لگو / ۲۰۱۴ |
| چاکی‌میشن CHUCKIMATION                                                        | استاپ موشن / انیمیت مقابل دوربین ترکیب با فیلم زنده / افقی      | رابرت میتندال، ویل مک‌راب، آلبی هچ / اکشن لیگ حالا! / ۲۰۰۱                           | 3d    | ست گرین، متیو سنریچ / جوجه روباتی / از ۲۰۰۵ |
|                                                                              |                                                                 |                                                                                     |       | |
| کات اوت CUTOUT                                                               | کات اوت / انیمیت زیر دوربین / عمودی                             | کوئیرینو کریستیانی / ال آپوستول / ۱۹۰۶                                              | 2D    | تری پارکر، مت استون / ساوت پارک / از ۱۹۹۷ |
| سیلوئت SILHOUETTE ANIMATION                                                  | کات اوت / انیمیت زیر دوربین / عمودی                             | لوته راینیگر / ماجراهای شاهزاده احمد / ۱۹۱۶                                         | 2d/3d | آنتونی لوکاس / اکتشافات جغرافیایی اسرارآمیز جاسپر مورلو / ۲۰۰۵ |
| پین اسکرین PINSCREEN                                                         | پین اسکرین / انیمه مقابل دوربین / افقی                          | الکساندر الکسیف، کلایر پارکر / شبی بر کوه سنگی / ۱۹۳۳                               | 2d/3d | ژاک دروین / فرار ذهن / ۱۹۷۶ |
| نقاشی روی فیلم DRAW ON FILM                                                  | نقاشی روی فیلم / فریم به فریم / بدون دوربین                     | نورمن مک‌لارن / بلینکیتی بلنک / ۱۹۵۵                                                 | 2D    | چل وایت / سگهای فلزی هندی / ۱۹۸۵ |
| خراش روی فیلم SCRACH FILM                                                    | نقاشی روی فیلم / فریم به فریم / بدون دوربین                     | نورمن مک‌لارن / لِی‌لِی مرغ / ۱۹۴۲                                                      | 2D    | کارولین لیف / دو خواهر / ۱۹۹۱ |
| انیمیشن ماسه‌ای SAND ANIMATION                                                | استاپ موشن / انیمیت زیر دوربین / عمودی                          | گیزله آنزورگه، ارنست آنزورگه / کلاغ‌ها / ۱۹۶۸                                        | 2D    | کارولین لیف / جغدی که با یک غاز ازدواج کرد: یک افسانه اسکیمو / ۱۹۷۴ |
| انیمیشن نقاشی روی شیشه PAINT ON GLASS ANIMATION                              | استاپ موشن / انیمیت زیر دوربین / عمودی                          | کارولین لیف / خیابان / ۱۹۷۶                                                         | 2D    | الکساندر پتروف / پیرمرد و دریا / ۱۹۹۹ |
| کات اوت اشیا                                                                 | کات اوت / انیمیت زیر دوربین / عمودی                             | یوری نورشتاین / جوجه‌تیغی در مه / ۱۹۷۵                                               | 2d/3d | جان کورتی، چارلز سونسون / دو روزی روزگاری / ۱۹۸۳ |
| فوتو انیمیشن                                                                 | کات اوت / انیمیت زیر دوربین / عمودی یا دیجیتال                  | حسن تهرانی / علی کوچولو / ۱۳۶۴                                                      | 2D    | |
|                                                                              |                                                                 |                                                                                     |       | |
| انیمیشن تلفیقی COMBO ANIMATION                                               | انیمیشن تلفیقی / فریم به فریم ترکیب با فیلم زنده / عمودی و افقی | والت دیزنی / کمدی‌های آلیس / ۱۹۲۳                                                    | 2d/3d | رابرت استیونسون / مری پاپینز / ۱۹۶۴ |
| انیمیشن لایواکشن LIVE ACTION ANIMATION                                       | انیمیشن تلفیقی / فریم به فریم ترکیب با فیلم زنده / عمودی و افقی | ویکتور برگدال / زمانی که قرار بود کاپیتان گروگ نقاشی شود / ۱۹۱۷                     | 2d/3d | رابرت زمکیس، ریچارد ویلیامز / چه کسی برای راجر رابیت پاپوش دوخت؟ / ۱۹۸۸                                                                                                  |
| داینامیشن DYNAMATION                                                         | انیمیشن تلفیقی / فیلم زنده ترکیب با انیمه مقابل دوربین / افقی   | هری او. هویت / دنیای گمشده / ۱۹۲۵                                                   | 3D    | دان چفی / جیسون و آرگونات‌ها / ۱۹۶۳ |
|                                                                              |                                                                 |                                                                                     |       | |
| ۳ بعدی کامپیوتری COMPUTER 3D ANIMATION                                       | ۳ بعدی کامپیوتری / دیجیتال                                      | جان لستر / قصه اسباب بازی / ۱۹۹۵                                                    | 3D    | اندرو استنتون / وال-ئی / ۲۰۰۸ |
| شبیه‌سازی سِل انیمیشن CELL SHADING                                             | ۳ بعدی کامپیوتری / دیجیتال                                      | ران کلمنتس، برنی متینسون / موش کارآگاه بزرگ / ۱۹۸۶                                  | 2D/3D | کلی اشبری، لورنا کوک / اسپیریت: اسب سیمارون / ۲۰۰۲ |
| فتو رئالیستیک                                                                | ۳ بعدی کامپیوتری / دیجیتال                                      | رالف زاندگ / دایناسور / ۲۰۰۰                                                        | 3D    | استیون اسپیلبرگ / ماجراهای تن‌تن / ۲۰۱۱ |
| سی. جی. آی CGI (Computer Generated Imagery)                                  | ۳ بعدی کامپیوتری / فیلم زنده ترکیب با دیجیتال                   | مایکل کرایتون / وست‌ورلد / ۱۹۷۳                                                      | 3D    | پیتر جکسون / ارباب حلقه‌ها: یاران حلقه / ۲۰۰۱ |
| موشن کپچر MOTION CAPTURE                                                     | ۳ بعدی کامپیوتری / فیلم زنده ترکیب با دیجیتال                   | هیرونوبو ساکاگوچی / فاینال فانتزی: ارواح درون / ۲۰۰۱                                | 2d/3d | پیتر جکسون / کینگ کونگ / ۲۰۰۵ |
| هاد انیمیشن HUD                                                              | ۳ بعدی کامپیوتری / دیجیتال                                      | جان فاورو / آیرون من / ۲۰۰۸                                                         | 2d/3d | |
| انیمیشن ۳۶۰ درجه                                                             | تکنیکهای مختلف ترکیب با دیجیتال                                 | مایکل «لیپی» لیپمن / جستجوی نقاشی غارها / ۲۰۱۷                                      | 2d/3d | |
|                                                                              |                                                                 |                                                                                     |       | |
| آدیو انیماترونیکس AUDIO-ANIMATRONICS                                         | نمایش زنده / الکترونیک و روباتیک                                | پارک ماجراجویی والت دیزنی کالیفرنیا / لاکی دایناسور / ۲۰۰۳                          | 3d    | |
| اتونوماترونیک AUTONOMOTRONICS                                                | نمایش زنده / الکترونیک و روباتیک                                | دبلیو.ای.دی اینترپرایزز / دقایقی عالی با آقای لینکلن / ۱۹۶۵                         | 3d    | |
| گو موشن GO MOTION                                                            | فیلم زنده ترکیبی                                                | اروین کرشنر / حمله اَت‌اَت‌ها در «جنگ ستارگان: قسمت پنجم – امپراتوری ضربه می‌زند» / ۱۹۸۰ | 3d    | |

## فیلم انیمیشن بلند سینمایی
فیلم بلند Feature film یا فیلم سینمایی Theatrical film (در مقابل فیلم کوتاه ) به فیلمی داستانی با زمان پخش مشخص گفته می‌شود که بازیگران در آن حضور دارند و معمولاً در سینما یا رسانه‌های صوتی و تصویری پخش می‌شود. بر اساس تعاریف آکادمی علوم و هنرهای سینما، بنیاد فیلم آمریکا و بنیاد فیلم بریتانیا، فیلم بلند باید حداقل ۴۰ دقیقه باشد، و در تعریف اتحادیه بازیگران (به انگلیسی: Screen Actors Guild) فیلم بلند ۷۵ دقیقه است.

در اغلب فیلمهای سینمایی انیمیشن هم بازیگران حرفه‌ای بعنوان صدا پیشه مشارکت میکنند. پس شاید بتوان گفت هر فیلمی که به طور میانگین یک ساعت شما را سرگرم کند میتواند در دسته‌ی فیلمهای بلند قرار می‌گیرد.

از آغاز ابداع هنر/صنعت سینما، فیلمهای سینمایی انیمیشن مورد اقبال و استقبال عموم مردم قرار گرفتند.

### فیلمهای بلند سینمایی انیمیشن و فرهنگ عامه مردم جهان
این آثار تاثیرات بسیاری در فرهنگ عامه مردم جهان داشته‌اند.

انیمیشن مهم است. زیرا باعث می‌شود که بتوانیم داستان‌ها را تعریف کنیم و احساسات و ایده‌ها را به روشی منحصربه‌فرد و به آسانی قابل‌ فهم که هم کودکان و هم بزرگسالان می‌توانند آن را درک کنند، به اشتراک بگذاریم. انیمیشن به ارتباط مردم در سراسر جهان کمک کرده است، به گونه ای که گاهی اوقات فیلم های سینمایی لایو اکشن از انجام آن ناتوان است.

## یادداشت
1. ↑  پویانمایی واژهٔ مصوب فرهنگستان زبان و ادب فارسی در مقابل واژه انگلیسی animation است و تعریف آن عبارت از: «شیوه فیلمسازی که در آن به تصاویر معمولاً نقاشی شده و اجسام بی‌حرکت تحرک بخشیده شود»[۹]
2. ↑  Animated: متحرک سازی شده یا انیمیت شده
3. ↑  CGI:تصاویر تولید شده توسط کامپیوتر Computer generated imagery
4. ↑  ملا نصرالدین نخستین فیلم انیمیشن ایران اثر اسفندیار احمدیه؛ از دقیقه ۲:۳۷ تا ۲:۵۰ از فیلم: به یاد استاد اسفندیار احمدیه ، پدر انیمیشن ایران ، روحش شاد، [۴۸]
5. ↑  بیمه عمر نخستین فیلم استاپ موشن اثر نصرت کریمی؛ دقیقه ۵۹:۰۳ تا ۰۱:۰۰:۴۹ از فیلم مستند نصرت کریمی؛ قصه دوم: سال‌های دور از خانه